# Borovice pichlavá
Borovice pichlavá (Pinus pungens) je druh borovice, pocházející z východu Severní Ameriky.

## Popis
Je to obvykle menší stálezelený strom, dorůstající výšky 6–12 metrů, s přímým nebo pokřiveně vystoupavým kmenem a nepravidelnou kulovitou korunou, která se sama špatně čistí od suchých větví. Borka je tenká, šedohnědá až červenohnědá, v dospělosti rozpraskaná do nepravidelných hrubě šupinatých plátů. Dožívá se zhruba 250 let.
Jehlice vyrůstají po dvou, zřídka i po třech ve svazečcích s vytrvalou pochvou; jsou žlutozelené až zelené, 4–7 cm dlouhé, velmi tuhé a ostře pichlavé, na stromě vytrvávají obvykle tři roky. Pupeny jsou pryskyřičnaté. Šišky jsou téměř přisedlé, nepravidelně vejčité, až 9 cm dlouhé, s výrazně vystouplými štítky (apofýzami), které jsou zakončeny nápadnými, až 1 cm dlouhými ostny. Dozrávají druhým rokem, část z nich je serotinního typu, otevírají se tedy se zpožděním; i po otevření a vypuštění okřídlených semen ještě dlouho vytrvávají na stromě (až 30 let).
Ploidie druhu je 2n=24.

## Ekologie a rozšíření
Domovinou borovice pichlavé je Appalačské pohoří na východě Spojených států amerických, kde roste roztroušeně až do nadmořské výšky 1350 m (v extrémech až 1760 m). Je pionýrským druhem preferujícím slunná, suchá, písčitá nebo kamenitá stanoviště převážně na kyselých půdách; pro úspěšné zmlazování ze semen potřebuje pravidelné disturbance, především lesní požáry. Mrazuvzdorná je do -23 °C. Větší zapojené lesy nevytváří, roste obvykle solitérně či v menších roztroušených porostech, v příznivých polohách je příměsí smíšených lesů s borovicí tuhou a virginskou, s javory (Acer rubrum), duby (Quercus coccinea, Quercus velutina), tupelou lesní (Nyssa sylvatica) nebo kyslounem stromovým (Oxydendrum arboreum), v podrostu s rododendrony, brusnicemi či cesmínou.

## Význam
Je druhem borovice bez většího ekonomického významu vzhledem k malým rozměrům a nepravidelnému růstu. Její nepříliš kvalitní dřevo je lokálně využíváno jako palivo nebo zdroj buničiny. Ekologický význam spočívá ve zpevňování svahů a poskytování útočiště volně žijícím živočichům. Místy se pěstuje jako okrasná dřevina pro exotický vzhled ostnitých šišek, v ČR spíše výjimečně jako sbírková dřevina v některých arboretech a zahradách, mj. v arboretu Žampach nebo v Dendrologické zahradě v Průhonicích.

## Galerie

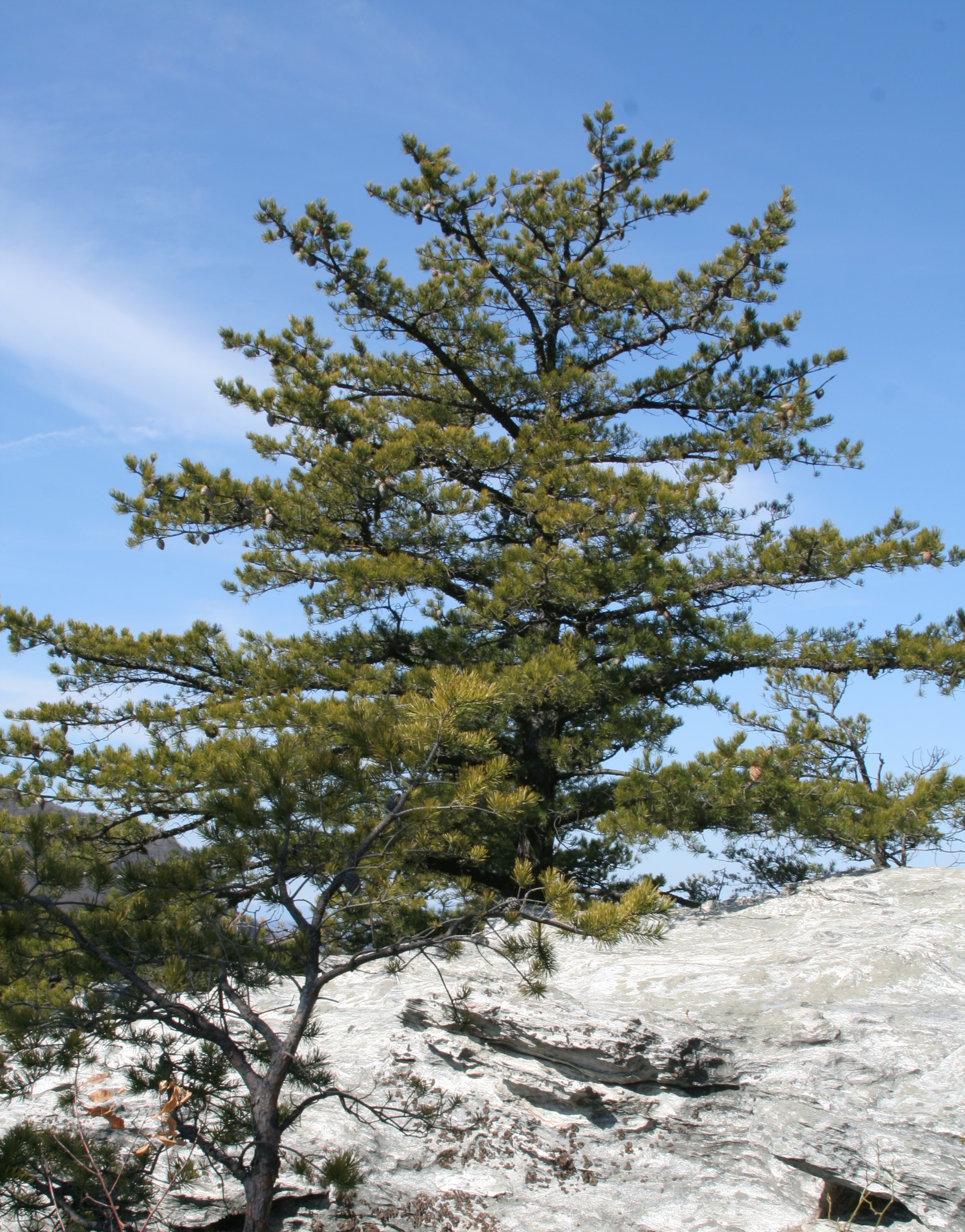
Habitus stromu
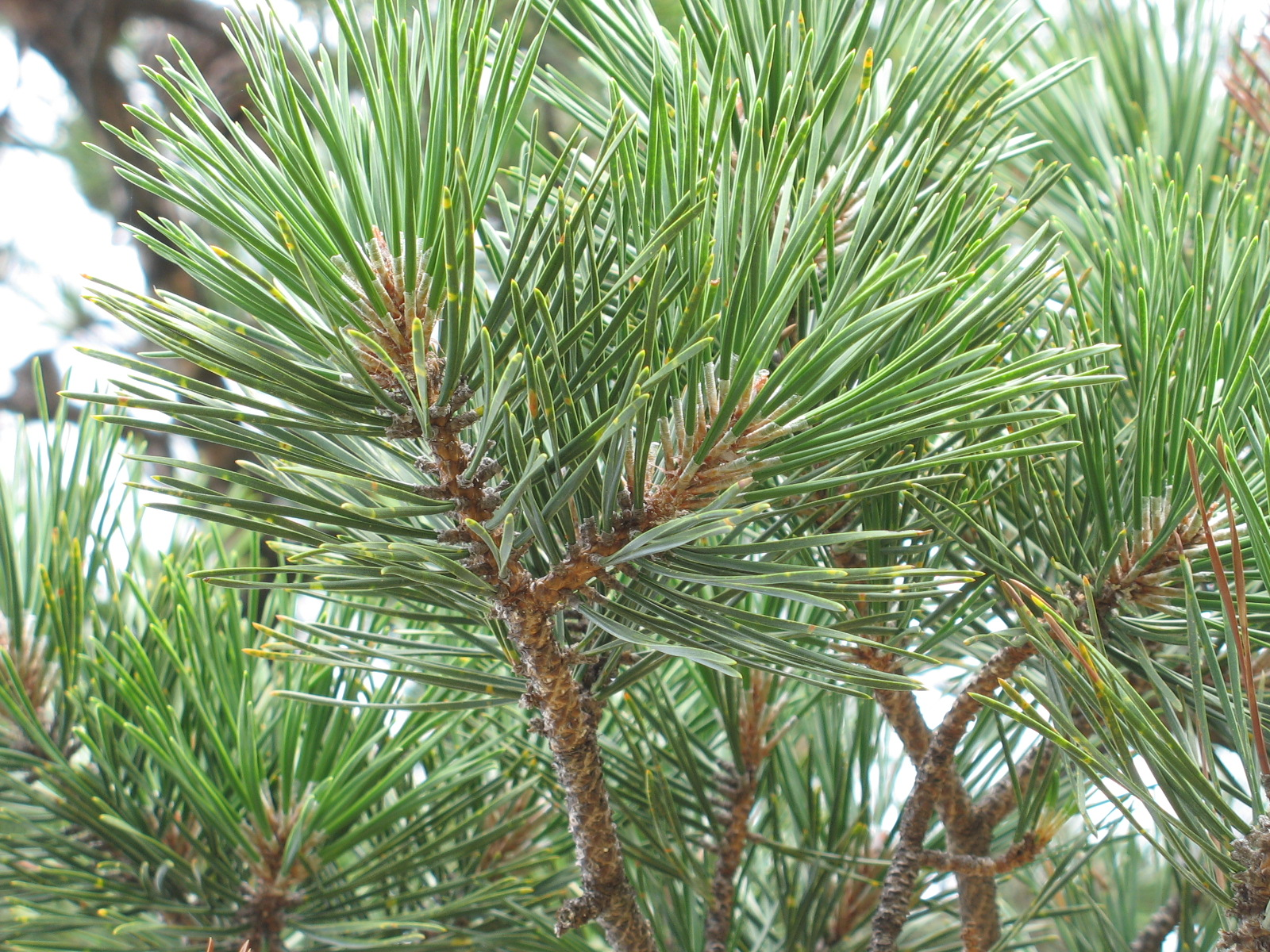
Detail jehlic
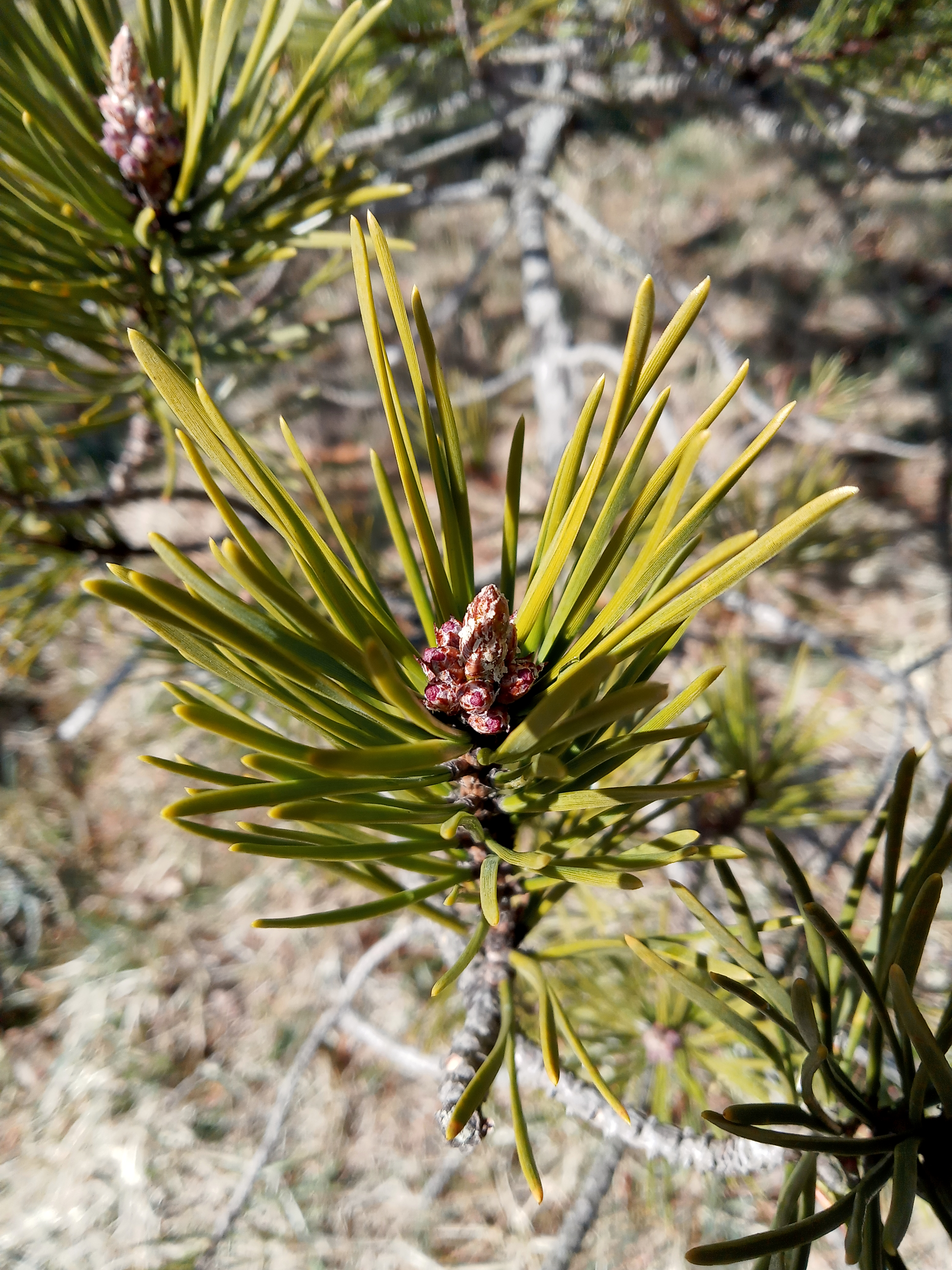
Pylové šištice
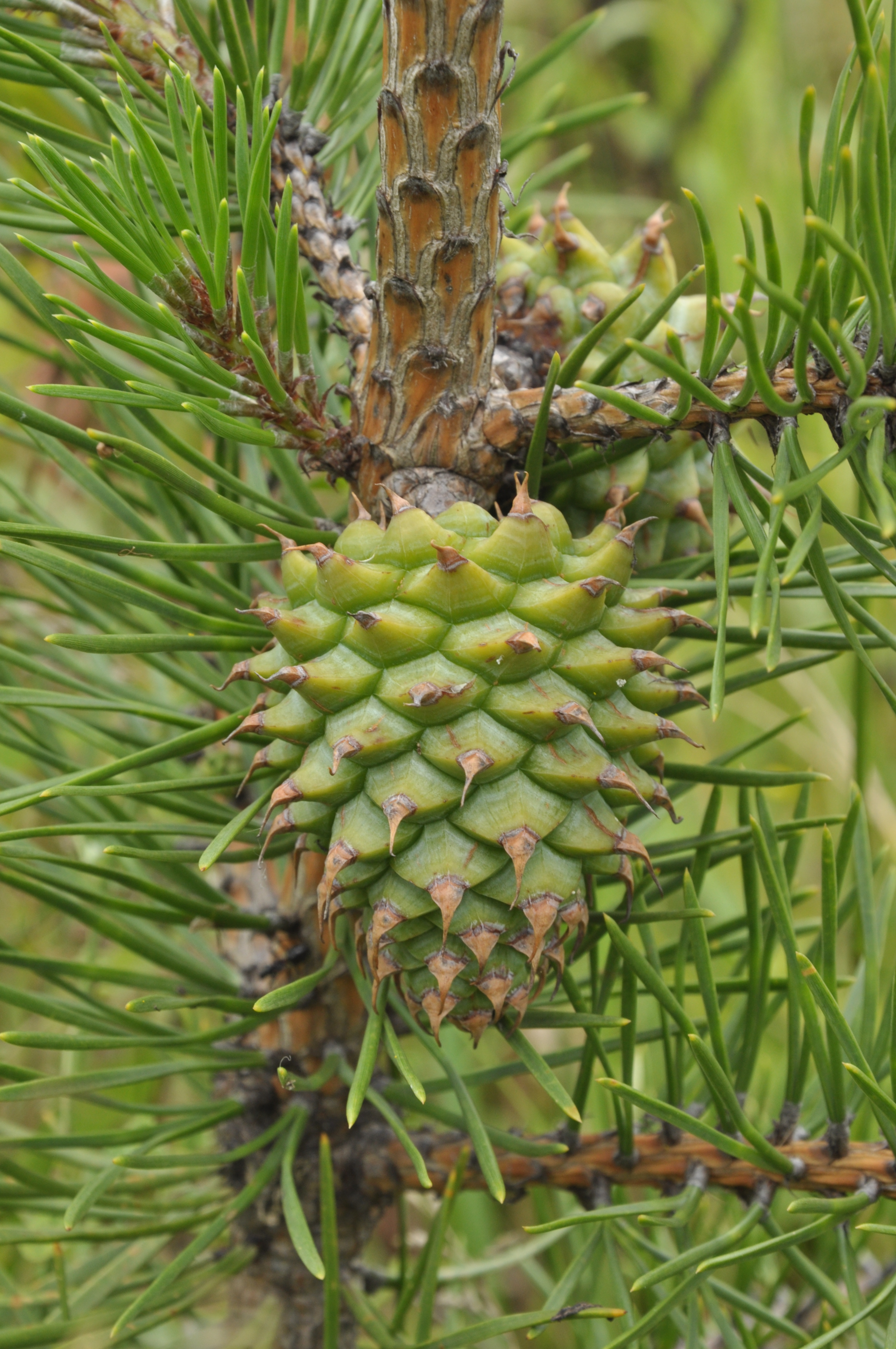
Mladá šiška
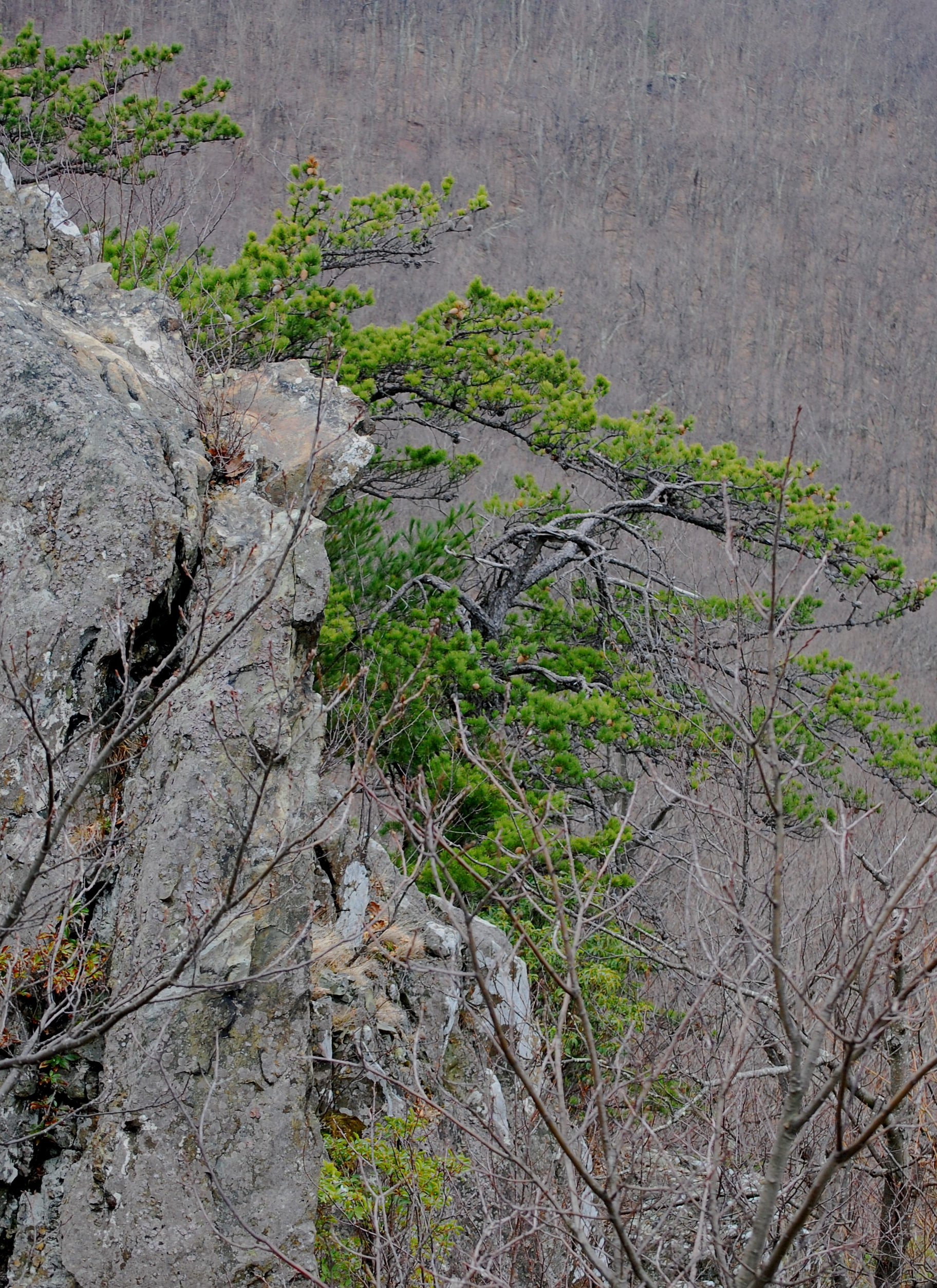
Jedinec na extrémním stanovišti